# Zoran Djindjic
Zoran Ðinđić o Зоран Ђинђић, (1 d'agost de 1952 - †12 de març de 2003) va ser primer ministre de Sèrbia.
Đinđić va néixer a Bòsnia i Hercegovina, i va començar a interessar-se per la política sent estudiant de la Universitat de Belgrad. Com a socialista reformista, Đinđić va ser empresonat durant diversos mesos després d'haver intentat establir, junt amb altres estudiants croats i eslovens, una organització estudiantil no comunista. Després de sortir de presó, va continuar els seus estudis a Alemanya amb Jürgen Habermas a Frankfurt. El 1979 va obtenir un doctorat en filosofia per la Universitat de Constanza.
El 1989, Đinđić va tornar a Iugoslàvia, on, junt amb altres dissidents serbis, va fundar el Partit Democràtic (DS), que en realitat era una refundació del partit homònim creat el 1919. Va ser elegit per al Parlament serbi el 1990. Després d'una intensa sèrie de protestes públiques contra les eleccions manipulades, Đinđić va ser nomenat alcalde de Belgrad el 1996, sent el primer alcalde no comunista des de la Segona Guerra Mundial.
Va tenir un paper important en les eleccions presidencials de Iugoslàvia el setembre de 2000 i en la caiguda del règim de Slobodan Milošević, i després va liderar la coalició de 18 partits Oposició Democràtica de Sèrbia, aconseguint una aclaparadora victòria en les eleccions sèrbies el desembre de 2000. Va ser nomenat primer ministre el gener de 2001. Va contribuir de manera decisiva en enviar Milošević al Tribunal Penal Internacional per a l'antiga Iugoslàvia de l'ONU a La Haia.

## Assassinat
Đinđić va ser assassinat per un franctirador a Belgrad el 12 de març de 2003, amb un tret al pit i un altre a l'estómac, quan entrava a la seu del govern. Segons el govern serbi, no estava conscient i no tenia pols quan va arribar a la sala d'emergències. Havia aconseguit no poques enemistats a causa del seu tarannà oberturista, a les seves polítiques reformistes (que havien vist créixer la taxa de desocupació més del 30%), per haver lliurat Milošević a l'ICTY, i per la seva lluita contra el crim organitzat. Natasa Micic, la presidenta en funcions de Sèrbia, va declarar un estat d'emergència immediatament després de la matança. Zoran Živković va ser elegit pel Partit Demòcratic (DS) serbi com a successor de Đinđić. El multitudinari funeral de Đinđić es va celebrar, tres dies després del seu assassinat, a la Catedral de Sant Sava, amb la presència de totes les autoritats del país i més de 70 delegacions nacionals.
Després d'un judici que s'allargà tres anys i mig, el 23 de maig de 2007 els dos principals responsables de l'assassinat van ser condemnats a 40 anys de presó cadascun: Milorad Ulemek (àlies Legija, antic policia de la Unitat d'Operacions Especials, JSO) com a organitzador i Zvezdan Jovanovic (subcomandant del JSO) com a autor material. Els assassins estarien vinculats amb el clan mafiós Zemun, una coneguda organització criminal sèrbia.